# Disfear (EP)
Disfear è il primo EP dei Disfear.

## Tracce
1. Religion
2. Min Elegi
3. Undergång
4. Vietnam Idag
5. Det Sista Kriget